# Copa de las Naciones de la OFC de Fútbol Playa 2021
La Copa de las Naciones de la OFC de Fútbol Playa 2021 sería la séptima edición de la competición. Se disputaría en Papeete, Tahití. 
Originalmente estaba programado para jugarse entre el 11 y el 16 de enero de 2021. Sin embargo, la OFC anunció el 5 de noviembre de 2020 que el torneo se había reprogramado debido a la pandemia de COVID-19 y que se llevaría a cabo a más tardar el 6 de junio de 2021, y estaba programado provisionalmente entre el 10 y el 15 de mayo de 2021. El 4 de marzo de 2021, la OFC anunció que se confirmaría una nueva fecha tras consultar con la FIFA.
El torneo finalmente fue cancelado, con el anuncio oficial hecho por la OFC el 6 de mayo de 2021.
Se esperaba que participara al menos ocho equipos.
El torneo definiría el representante oceánico en la Copa Mundial de Fútbol Playa FIFA 2021.

## Clasificado a laCopa Mundial de Fútbol Playa FIFA 2021
La OFC anunció que Tahití, como el equipo OFC mejor clasificado en el Ranking Mundial BSWW y también como el ganador de la edición más reciente en 2019, fue nominado como representante de la OFC en la Copa Mundial de Fútbol Playa FIFA 2021. 
| Bandera de Polinesia Francesa |
| Tahití                        |
| ----------------------------- |